# Aleksiej Arifullin
Aleksiej Sajarowicz Arifullin (ros. Алексей Саярович Арифуллин, ur. 13 października 1970 w Moskwie, zm. 27 września 2017 tamże) – rosyjski piłkarz grający na pozycji prawego obrońcy. W swojej karierze rozegrał 1 mecz w reprezentacji Rosji.

## Kariera klubowa
Swoją karierę piłkarską Arifullin rozpoczął w klubie Lokomotiw Moskwa. W 1989 roku zadebiutował w pierwszym zespole w Wysszej Lidze. W sezonie 1989 spadł z Lokomotiwem do Pierwej Ligi. W 1990 roku wrócił z Lokomotiwem do Wysszej Ligi. W sezonie 1995 wywalczył wicemistrzostwo Rosji, a w sezonie 1996 zdobył swój pierwszy Puchar Rosji w karierze. W sezonie 1997 ponownie zdobył rosyjski puchar, a w sezonie 1999 został wicemistrzem kraju. W Lokomotiwie, w którym rozegrał 224 mecze i strzelił 1 gola, grał do 2000 roku.
W połowie 2000 roku Arifullin przeszedł do Torpedo-ZIL Moskwa, grającego w Pierwszej Dywizji. W sezonie 2001 najpierw grał w Krylji Sowietow Samara, a następnie w Dynamie Moskwa. Po sezonie 2001 zakończył karierę.
| Sezon | Klub                     | Kraj  | Rozgrywki        | Mecze | Gole |
| ----- | ------------------------ | ----- | ---------------- | ----- | ---- |
| 1989  | Lokomotiw Moskwa         | ZSRR  | Wysszaja Liga    | 8     | 0    |
| 1990  | Lokomotiw Moskwa         | ZSRR  | Pierwaja Liga    | 26    | 0    |
| 1991  | Lokomotiw Moskwa         | ZSRR  | Wysszaja Liga    | 22    | 0    |
| 1992  | Lokomotiw Moskwa         | Rosja | Priemjer-Liga    | 26    | 0    |
| 1993  | Lokomotiw Moskwa         | Rosja | Priemjer-Liga    | 33    | 0    |
| 1994  | Lokomotiw Moskwa         | Rosja | Priemjer-Liga    | 30    | 0    |
| 1995  | Lokomotiw Moskwa         | Rosja | Priemjer-Liga    | 22    | 0    |
| 1996  | Lokomotiw Moskwa         | Rosja | Priemjer-Liga    | 16    | 0    |
| 1996  | Lokomotiw-2 Moskwa       | Rosja | Wtoroj diwizion  | 7     | 0    |
| 1997  | Lokomotiw Moskwa         | Rosja | Priemjer-Liga    | 31    | 0    |
| 1998  | Lokomotiw Moskwa         | Rosja | Priemjer-Liga    | 23    | 0    |
| 1999  | Lokomotiw Moskwa         | Rosja | Priemjer-Liga    | 16    | 1    |
| 1999  | Lokomotiw-2 Moskwa       | Rosja | Wtoroj diwizion  | 6     | 0    |
| 2000  | Lokomotiw-2 Moskwa       | Rosja | Wtoroj diwizion  | 11    | 0    |
| 2000  | Torpedo-ZIL Moskwa       | Rosja | Pierwyj diwizion | 11    | 1    |
| 2001  | Krylja Sowietow Samara   | Rosja | Priemjer-Liga    | 3     | 0    |
| 2001  | Krylja Sowietow-2 Samara | Rosja | Wtoroj diwizion  | 8     | 0    |
| 2001  | Dinamo Moskwa            | Rosja | Priemjer-Liga    | 3     | 0    |

## Kariera reprezentacyjna
W reprezentacji Rosji Arifullin zadebiutował 22 kwietnia 1998 roku w wygranym 1:0 towarzyskim meczu z Turcją, rozegranym w Moskwie, gdy w 75. minucie zmienił Jurija Nikiforowa. Był to jego jedyny mecz w kadrze Rosji.